# Geosiphon pyriformis
Geosiphon pyriformis je houba z oddělení Glomeromycota, která žije v symbiotickém vztahu se sinicemi Nostoc punctiforme. Tento vztah je na pomezí lichenismu a arbuskulární mykorhizy, ale fakt, že vlákna houby pronikají dovnitř buněk sinic (endosymbióza), svědčí spíše o tom, že Geosiphon je příklad mykorhizy.

## Popis
Vlákna houby rodu Geosiphon hledají sinice rodu Nostoc. Když je najdou, zahájí se na povrchu půdy tvorba „měchýřku“, který nakonec obalí buňku sinice. Sinice se brzy vzpamatují a začnou se dělit a bouřlivě fotosyntetizovat.
Geosiphon se rozmnožuje pomocí výtrusů typu, který je charakteristický pro Glomeromycota.